# Trifluormethylierung
Trifluormethylierung ist in der organischen Chemie die Einführung einer Trifluormethylgruppe (–CF3). 

## Methoden

### Umemotos Reagenz
Umemotos Reagenz ist eine Bezeichnung für Sulfoniumsalze, die sich vom Dibenzothiophen ableiten, sowie für analoge Selenverbindungen. Das positiv geladene Schwefel- oder Selenatom trägt als dritten Substituenten eine Trifluormethylgruppe. Das Anion ist Triflat oder Tetrafluoroborat. Die Reagenzien eignen sich als Elektrophile für die Trifluormethylierung verschiedener Nucleophile, beispielsweise 1,3-Diketone, Acetylide, Silylenolether, Thiolate, sowie Anilin und Iodid aus Natriumiodid. Durch Zusatz eines Borans als Lewissäure, beispielsweise Triphenylboran lassen sich diese Reagenzien für die Enolate der meisten Ester und Ketone anwenden.

### Hypervalente Iodverbindungen
Hypervalente Iodverbindungen wie das Togni-Reagenz eignen sich für die Trifluormethylierung diverser Nucleophile, beispielsweise von Thiolen und Phosphanen. Dieses Reagenz ermöglicht außerdem die Trifluormethylierung von Alkoholen zu Trifluormethylethern sowie von terminalen Alkenen in hoher Ausbeute.

### Trifluormethylkupfer
Trifluormethylkupfer kann durch die Reaktion von Kupfer(I)-chlorid, Kalium-tert-butanolat und Trifluoracetophenon in Dimethylformamid hergestellt werden. Es ermöglicht die Trifluormethylierung verschiedener Substrate in guten Ausbeuten, bei Raumtemperatur und überwiegend ohne Luftausschluss. Die Reaktion von terminalen Alkinen gelingt in Dimethylformamid unter Zusatz von TMEDA, die Reaktion aromatischer Boronsäuren in Toluol ohne weiteren Zusatz und Reaktion von Aryliodiden in Dimethylformamid unter Zusatz von Phenanthrolin, wobei in diesem Fall unter einer Argon-Atmosphäre gearbeitet wurde.

### Langlois' Reagenz
Langlois' Reagenz (Natriumtrifluormethylsulfinat) kann als Quelle von CF3-Radikalen genutzt werden. Dazu muss es mit einem Oxidationsmittel umgesetzt werden.
{\displaystyle \mathrm {CF_{3}SO_{2}^{-}\longrightarrow CF_{3}{\cdot }+SO_{2}+e^{-}} }
Auf diesem Weg können Heteroaromaten trifluormethyliert werden, Boronsäuren, Trifluorborate und Acrylsäuren können substituiert werden, eine Addition an Alkene, sowie Cyclisierungen kann durchgeführt werden.

### Trifluormethylierung von Aromaten
Die Trifluormethylierung von Aromaten gelingt ausgehend von entsprechenden Carbonsäurefluoriden durch Umsetzung mit Triethyl(trifluormethyl)silan unter Palladiumkatalyse. Dabei insertiert das Palladium in die C-F-Bindung des Carbonsäurefluorids. Ebenso wird die Trifluormethylgruppe des Silans an das Palladium gebunden. Nach Abspaltung von Kohlenmonoxid wird eine Bindung zwischen dem Aromaten und der Trifluormethylgruppe gebildet.
Heteroaromaten können durch Reaktion mit 4-Phenylpyridin-N-oxid, Trifluoressigsäureanhydrid als Donor von Trifluormethylgruppen sowie katalytischen Mengen Ruthenium trifluormethyliert werden. Solche Reaktionen wurden im Kilogramm-Maßstab durchgeführt.

## Bedeutung von Trifluormethylverbindungen
Trifluormethylgruppen sind chemisch stabil, stark elektronegativ und stark hydrophob. Dies macht sie für die Entwicklung von Pharmazeutika und Agrochemikalien relevant. Gelangen diese Verbindungen in die Umwelt, können sie Trifluoracetat (TFA) bilden, das von den deutschen Behörden als reproduktionstoxisch sowie als vPvM-Stoff bewertet wird.